# کوه گریبالدی
کوه گریبالدی یک آتشفشان چینه‌ای بالقوه فعال در دریا تا آسمان کشور بریتیش کلمبیا، ۸۰ کیلومتر (۵۰ مایل) شمال ونکوور، بریتیش کلمبیا، کانادا و در جنوب غربی کوه‌های ساحلی واقع شده‌است، یکی از قله‌های شناخته شده در منطقه ساحل جنوبی و همچنین مشهورترین آتشفشان بریتیش کلمبیا است. در محدوده گاریبالدی از محدوده اقیانوس آرام قرار دارد.
این مجتمع گنبدی به شدت فرسوده، گوشه جنوب غربی پارک استانی گاریبالدی مشرف به شهر اسکوامیش است. این تنها آتشفشان بزرگ سن پلیستوسن در آمریکای شمالیاست که به یخچال‌های طبیعیش معروف است. اگرچه بخشی از کمربند آتشفشانی گاریبالدی در قوس آتشفشانی آبشار است، اما بخشی از کسکیدز محسوب نمی‌شود.

## تاریخ بشر

### مردم بومی
مردم اسکوامیش، بومیان محلی این قلمرو، کوه را Nch'kay می‌گویند. در زبان آنها به معنی «مکان کثیف» یا «گریم یک» است. این نام کوه اشاره به آب گل آلود در رودخانه چیکی دارد. این کوه مانند سایر مناطق واقع در منطقه، مقدس است از آن جهت نقش مهمی در تاریخ خود ایفا می‌کند. آنها در تاریخ شفاهی خود داستانی از طوفان بزرگ را که زمین را پوشانده بود، دارند.
در این مدت فقط دو کوه بر فراز آب قله می‌زدند و این کوه یکی از آنها بود. در اینجا بود که بقیه بازماندگان از سیل قایق‌های خود را به قله کوه چسبانده و منتظر فرورفتن آبها بودند. کوه همچنین به عنوان یک نشانگر هوا برای مردم عمل می‌کند، به عنوان مثال وقتی ابرها چهره کوه را می‌پوشانند، نشانگر آمدن باران یا برف است. استفاده از تشریفات فرهنگی، شکار، دامگیری و جمع‌آوری گیاهان در اطراف منطقه کوه گریبالدی اتفاق می‌افتد، اما مهمترین منبع یک ماده ابزار سنگی به نام ابسیدین بود. ابسیدین یک لیوان آتشفشانی سیاه است که در زمان‌های پیش برای ساخت چاقو، اسکنه، آبراه و سایر ابزارهای تیز استفاده می‌شده‌است. این ماده در مکان‌های مربوط به ۱۰٬۰۰۰ سال پیش تا دوره‌های زمانی پروتوتوریک ظاهر می‌شود. منبع این ماده در قسمتهای بالایی منطقه کوه در ارتفاعات بالاتر که دامنه کوه را احاطه کرده‌است، یافت می‌شود.

### تاریخ بعد
کاشف بریتانیایی کاپیتان جرج ونکوور در ژوئن ۱۷۹۲ به هاو ساوند رسید و اولین اروپایی شد که کوه را دید. در این مدت جورج ونکوور با بومیان محلی این منطقه دیدار و معامله کرد.

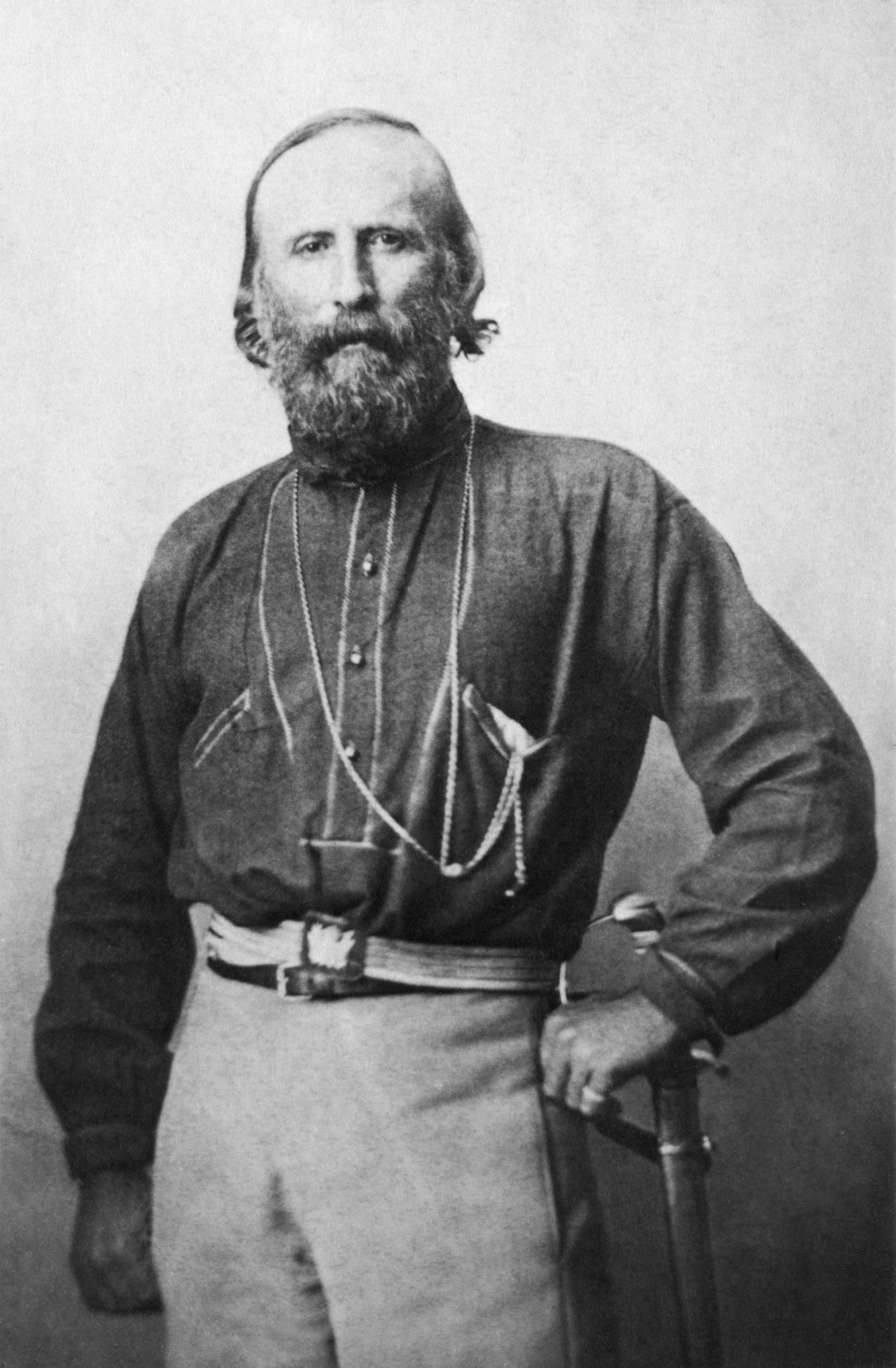
کوه گاریبالدی در سال ۱۸۶۰ پس از جوزپه گاریبالدی نامگذاری شد.

## قله‌های وابسته

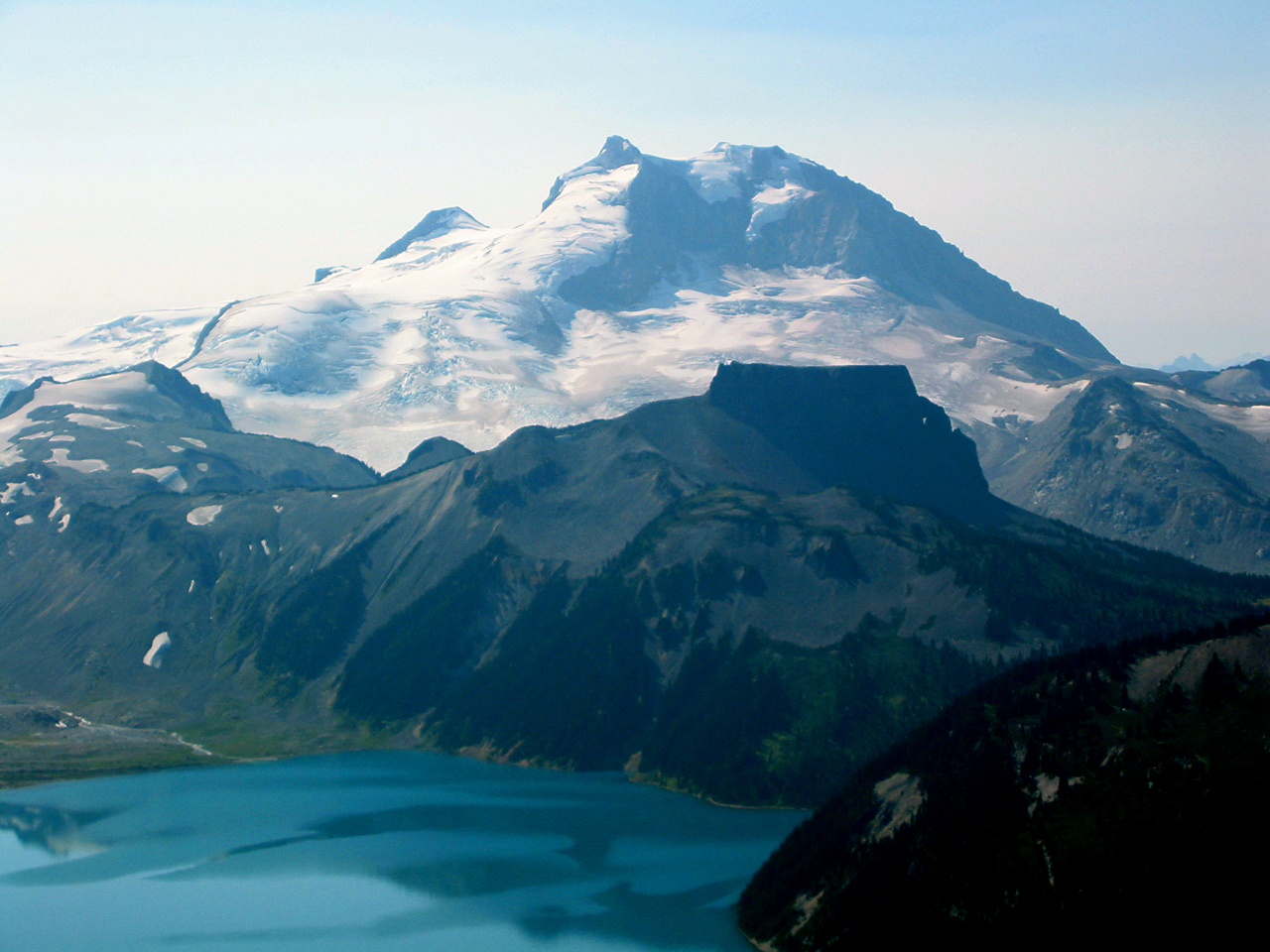
نمای شمالی کوه گاریبالدی از بالای دریاچه گاریبالدی

قله وسیع کوه گاریبالدی شامل سه قله نامگذاری شده‌است. بلندترین قله به خود کوه گفته می‌شود و به ۲٬۶۷۸ متر (۸٬۷۸۶ فوت) از سطح دریا می‌رسد. دومین قله مرتفع، هرم تیز قله اتول در حاشیه جنوبی فلات قله است که از ارتفاع ۲٬۶۵۵ متر (۸٬۷۱۱ فوت) و در انتهای جنوب غربی پارک استان گاریبالدی قرار دارد. این قله به نام آتول دانکن فرانسیس جوزف کینگ، رهبر اولین صعود کننده کوه گریبالدی در سال ۱۹۰۷ نامگذاری شده‌است. پایین‌ترین سطح از سه مورد، گنبد گرد دالتون، به ارتفاع ۲٬۶۵۳ متر (۸٬۷۰۴ فوت) است. این قله به نام آرتور تنیسوود دالتون، یکی از راهنمایان صعود ۱۹۰۷ نامگذاری شده‌است.

## یخچالهای طبیعی و یخدانها
دو یخچال درست زیر ضلع شرقی قله آتول، به نام یخچال الماس واقع در جنوب شرقی و یخچال فوقانی در شمال شرقی قرار دارند. در سمت راست شمال اتول به سمت کوه گاریبالدی یک کلاه کوچک یخی با ارتفاع بلند به نام یخچال چیکی قرار دارد که نام آن با رودخانه چیکی در ارتباط است.
یک میدان یخچالی بزرگ در قسمت‌های شرقی و شمالی کوه گاریبالدی به نام گاریبالدی نیو قرار دارد. زهکشی آن از شرق به رودخانه پیت، از جنوب غربی به دریاچه گاریبالدی است. مساحت ان ۳۵ کیلومتر مربع است و منطقه ای با بارش برف قابل توجه با بیش از ۵ متر در بسیاری از زمستان‌ها می‌باشد. گاریبالدی نوی معمولاً از جنوب از طریق یخچال بیشوپ یا از شمال از طریق یخچال‌های طبیعی سانتینل قابل دسترسی است.

## کوهنوردی و تفریح

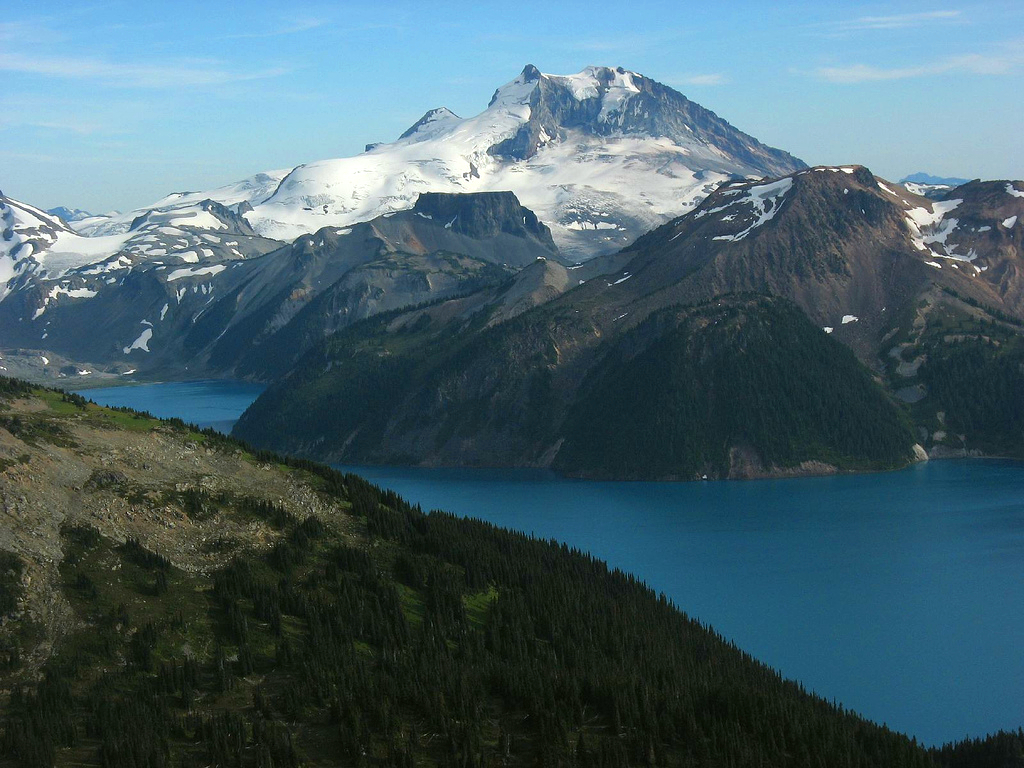
کوه گاریبالدیو جدول همان‌طور که از Tusk Black دیده می‌شود.

کوهنوردی در کوه گریبالدی بسیار دشوار است. نسبتاً شیب دار است و شامل بالا رفتن از گدازه‌های گشاد پوسیده از خاکستر آتشفشانی است. کوه گریبالدی دارای مناطق زیادی از یخبندان انبوه و زمین‌های برفی گسترده‌است. پله‌های شرقی و شمالی کوه جایی که بهترین فرصت‌های کوهنوردی در آن وجود دارد و ساده‌ترین مسیر را یک سفر یا صعود برف ساخته‌است. پس از ذوب برف و یخ، شکاف‌ها و شکستگی‌ها می‌تواند مشکل و خطر ایجاد کند و بهمن‌هایی که از قله‌های بالاتر کوه وجود دارند، خطر محسوب می‌شوند. به همین دلیل، در اوایل فصل، صعودهای هوای سرد برای اکثر مسیرهای پیموده شده تا گاریبالدی توصیه می‌شود.

## زمین‌شناسی

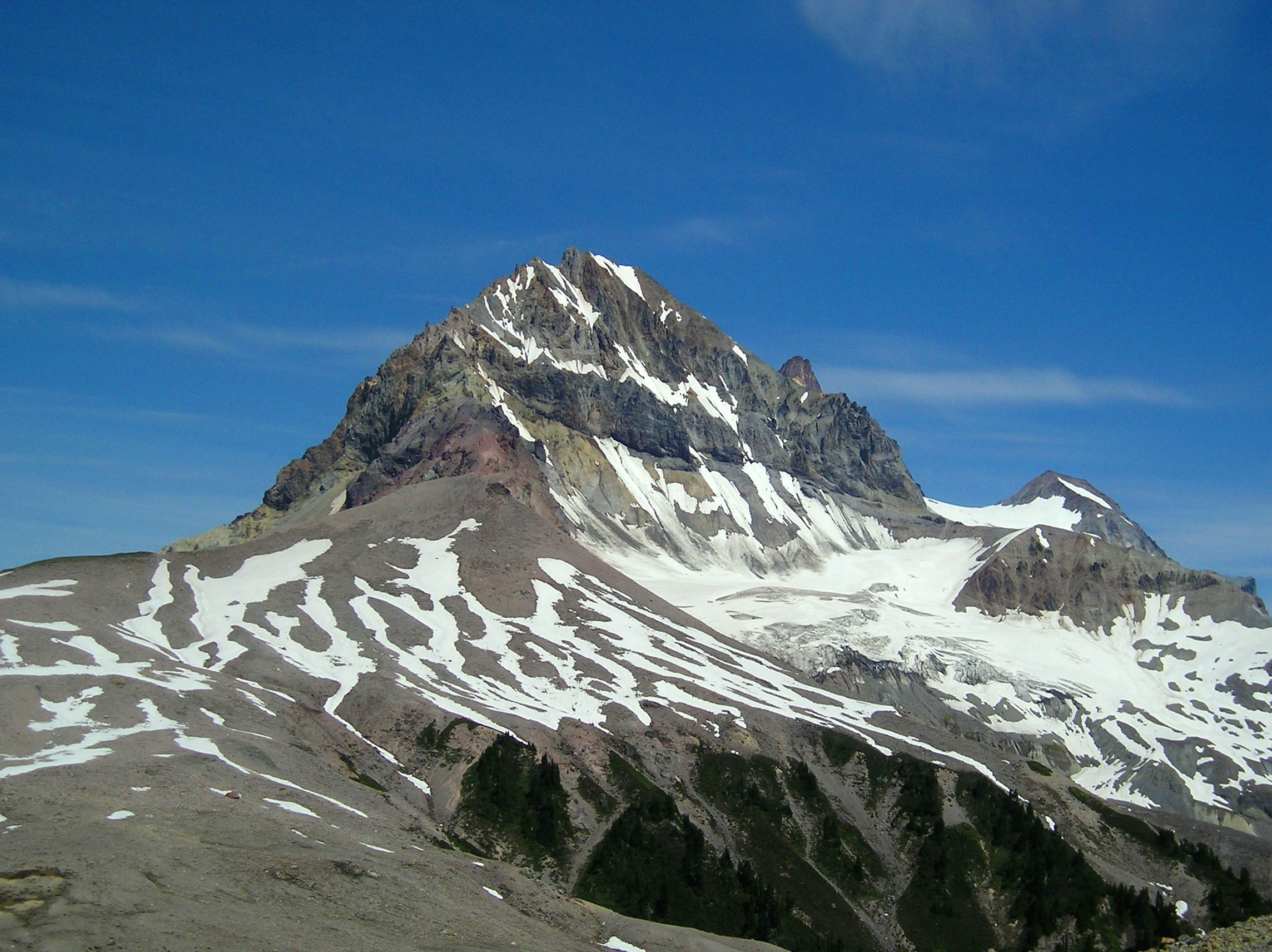
قله آتول

کوه گاریبالدی نهفته در درون مجتمع ساحل آتش فشانی است، که بزرگترین پیوستگی گرانیت رخنمون در شمال آمریکا است.

### سرچشمه‌ها

نقشه مراکز کمربند آتشفشانی گاریبالدی، از جمله منطقه کوه گریبالدی.

کوه گاریبالدی حدود ۲۵۰٬۰۰۰ سال پیش شروع به فوران کرد و از آن زمان به‌طور مرتب رشد کرده‌است.

### ساختار

نقشه توپوگرافی منطقه گاریبالدی

کوه گاریبالدی بزرگترین آتشفشان در جنوبی‌ترین منظقه بریتیش کلمبیا است. مانند سایر آتشفشان‌های چینه‌ای، از بسیاری از لایه‌های گدازه سخت شده، آذرآوار و خاکستر آتشفشانی تشکیل شده‌است. منبع ماگما منبع این سنگ به عنوان اسیدی طبقه‌بندی می‌شود و دارای سیلیس زیاد و متوسط است (مانند ریولیت، داسیت یا آندزیت).

### مراحل اجدادی فعالیت فوران

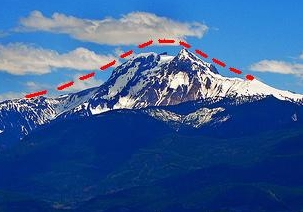
طرح قرمز نشان دهنده آتشفشان اجدادی است

کوه در سه مرحله رشد کرده‌است. مرحله اول گاریبالدی منجر به ایجاد مخروط کامپوزیت گسترده‌ای از داسیت و برش (سنگ) شد که قدمت آن از پتاسیم و آرگون به ۲۵۰ هزار سال قدمت رسیده‌است. بخش‌هایی از این آتشفشان اولیه یا گاریبالدی یا آتشفشان اجدادی در پهنه‌های شمالی و شرقی پائین گاریبالدی و در بالای ۲۴۰ متر (۷۸۷ فوت) از بروم ریج است.

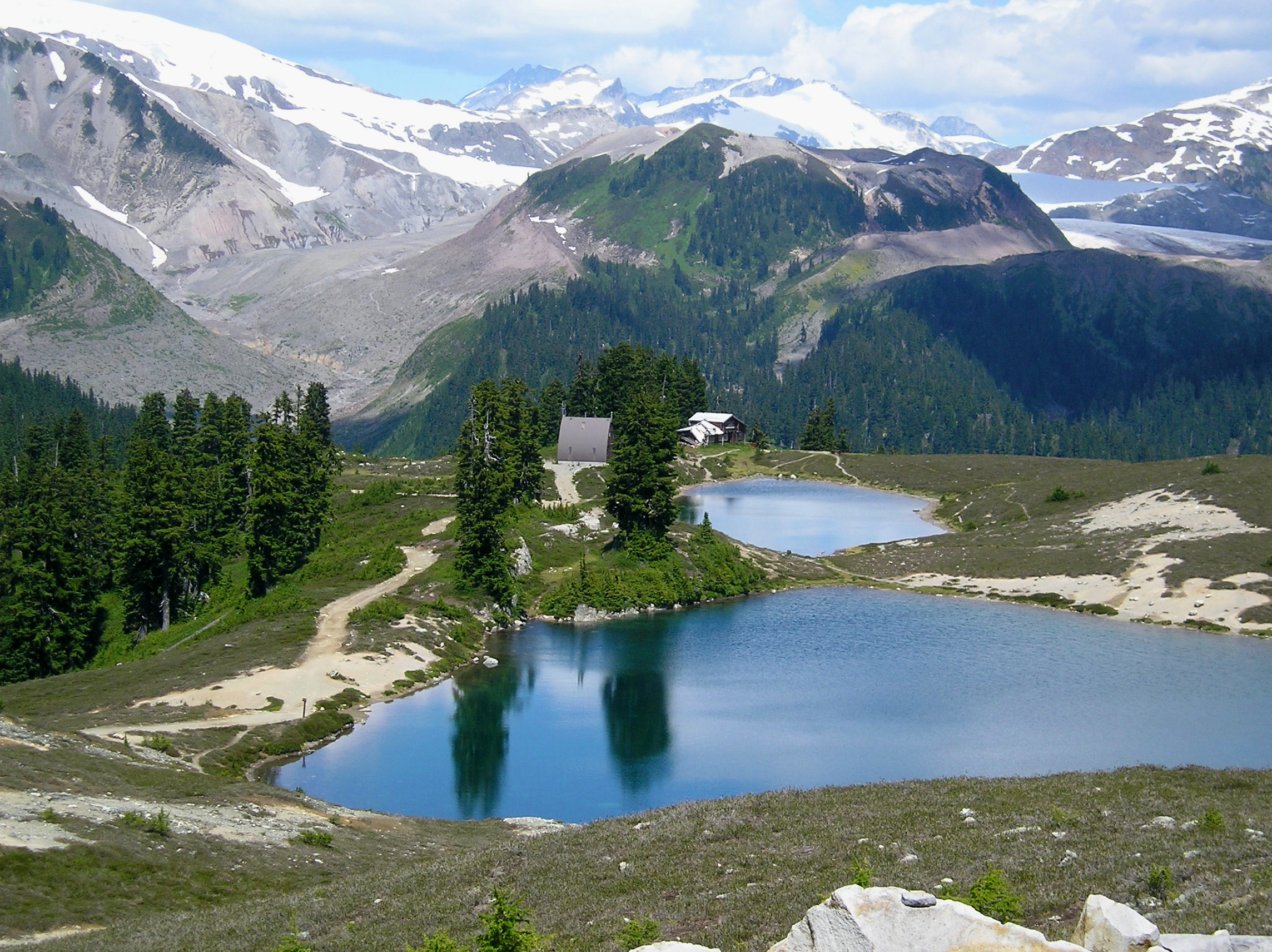
دریاچه‌های الفین و اوپال مخروط در حاشیه جنوب شرقی گاریبالدی

همپوشانی یخچال‌های غربی و تا حدودی از جنوب قابل توجه بود. پس از ذوب شدن ورقه‌های یخ و یخچالهای طبیعی آن، مجموعه ای از بهمن و جریان گل لایهای روی پهنه غربی گاریبالدی آغاز شد که تقریباً نیمی از حجم مخروط اصلی را به دره اسکوامیش منتقل کرد. این سلسله جریان واریزه ۲٫۵ کیلومتر مکعب (۰٫۶ مایل مکعب) کوه به ایجاد دره اسکوامیش به مساحت ۲۶ کیلومترمربع به ضخامت حدود ۹۱ متر انجامید.

### فعالیت فعلی

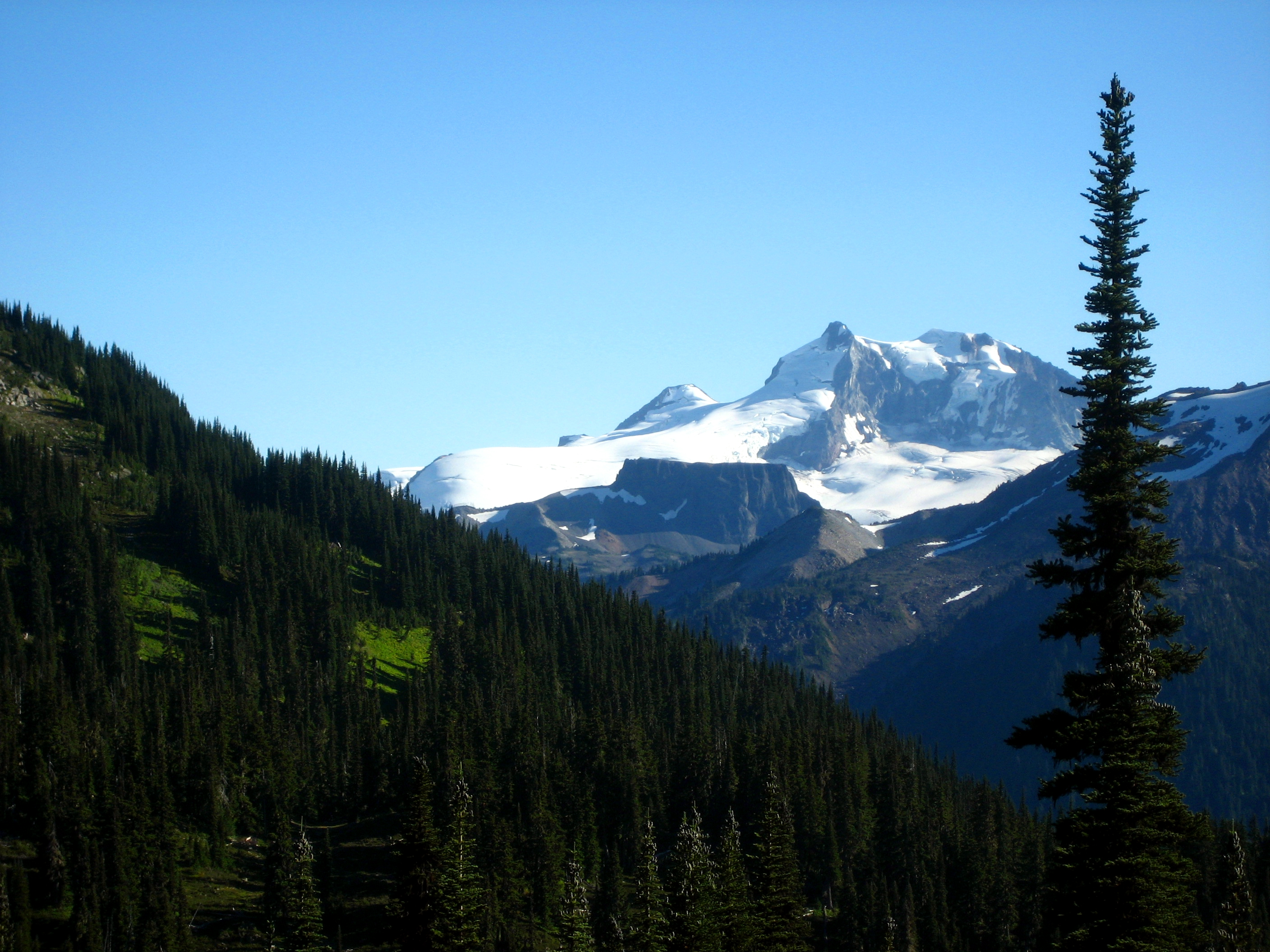
کوه تیبل و کوه گاریبالدی همان‌طور که از مراتع سیاه طوسی مشاهده می‌شود

کوه گاریبالدی یکی از یازده آتشفشان کانادایی است که به شدت با فعالیت لرزه ای اخیر در ارتباطاست. این کوه به‌طور غیررسمی به عنوان "خفته" ("خواب") توصیف می‌شود زیرا این کوه در زمان‌های تاریخی فوران نکرده‌است، و همچنین فعالیت دودخان مانند کوه نزدیک بیکر را نشان نمی‌دهد. با این حال، داده‌های لرزه ای نشان می‌دهد که این آتشفشانها هنوز حاوی سیستم‌های لوله‌کشی ماگمایی زنده هستند، که نشان دهنده فعالیت فوران احتمالی در آینده است. اگرچه داده‌های موجود نتیجه‌گیری روشن را مجاز نمی‌داند، اما این مشاهدات نشانه‌های دیگری است که نشان می‌دهد برخی از آتشفشان‌های کانادا به‌طور بالقوه فعال هستند و خطرات مرتبط با آنها ممکن است قابل توجه باشد. فعالیت لرزه ای هم با برخی از جوانترین آتشفشان‌های کانادا و هم با مراکز آتشفشانی طولانی مدت با سابقه رفتار انفجاری چشمگیر مانند کوه گاریبالدی رابطه دارد. هیچ چشمه آب گرمی در منطقه گریبالدی مانند آنچه که در توده‌های کوه میجر وکوه کیلی وجود دارد، شناخته نشده‌است، سایر مجتمع‌های بزرگ آتشفشانی در کمربند گاریبالدی، هرچند نکات مربوط به جریان گرما محلی غیرطبیعی بسیار زیاد در جدول مزارع و جاهای دیگر وجود دارد.

## خطرات آتشفشانی

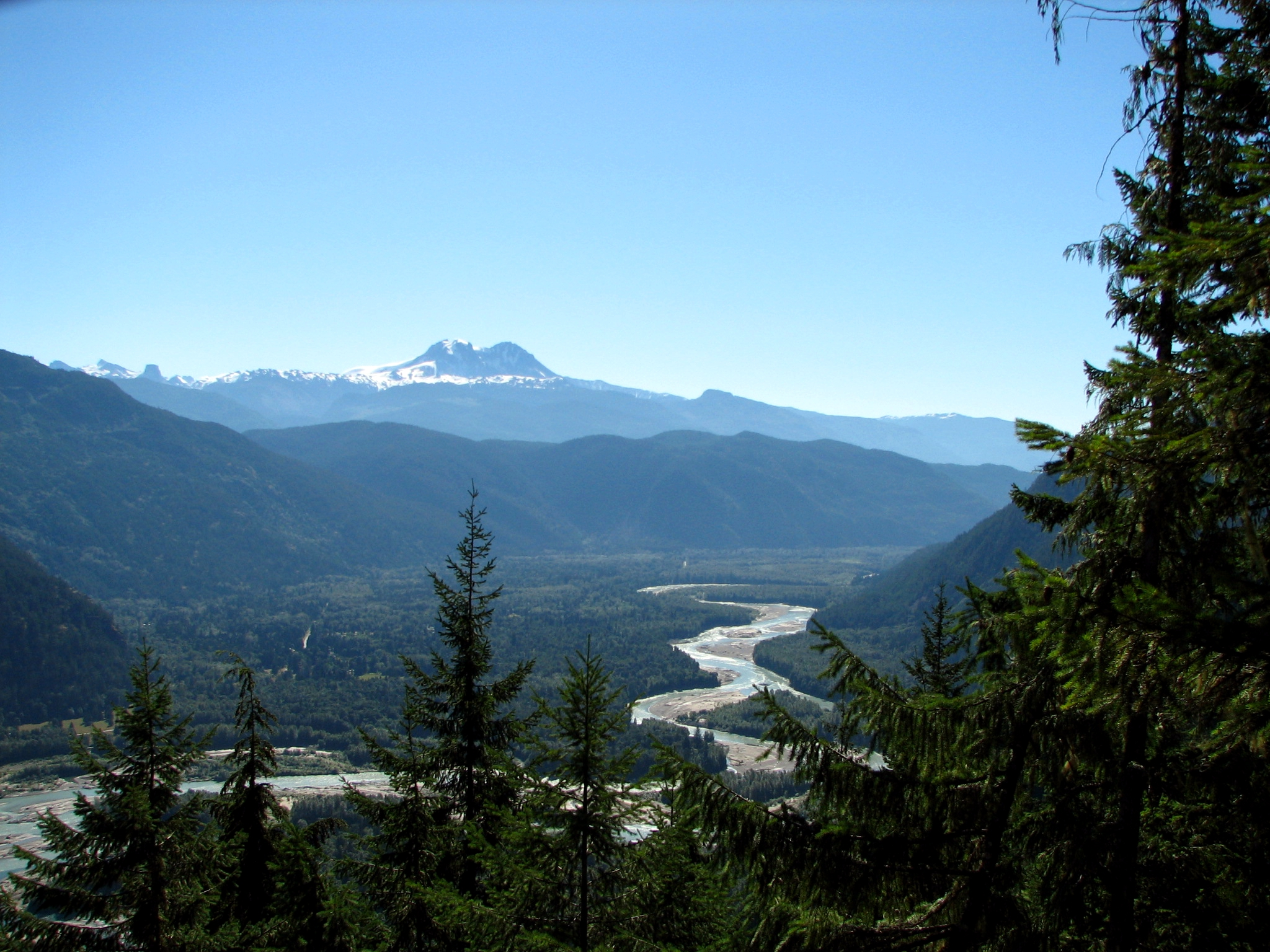
به دنبال جنوب از دره اسکامیش از کوه گریبالدی را می‌توان در پس زمینه برجسته دید.

فوران‌های آتشفشانی در کانادا به دلیل دوری و سطح پایین فعالیت آنها به ندرت منجر به تلفات می‌شوند. تنها مرگ و میر شناخته شده ناشی از فعالیت آتشفشانی در کانادا در سال ۱۷۷۵ رخ داد. بسیاری از شهرها و شهرهای نزدیک کوه گریبدالدی محل زندگی بیش از نیمی از جمعیت بریتیش کلمبیا هستند و این احتمال وجود دارد که فوران‌های آینده باعث ایجاد خسارت به مناطق پرجمعیت شود، و این امر باعث می‌شود کوه گریبالدی و سایر آتشفشان‌های کمربند گاریبالدی یک خطر عمده باشند. تقریباً از همه آتشفشانهای کانادایی که نیاز به نقشه‌های خطرناک و برنامه‌های اضطراری دارند، خطرات قابل توجهی وجود دارد. آتشفشانهایی که فعالیت لرزه ای قابل توجهی دارند، مانند کوه گریبالدی، به احتمال زیاد فوران می‌کنند. فوران قابل توجه هر یک از آتشفشان‌های کمربند گاریبالدی می‌تواند به‌طور قابل توجهی در بزرگراه ۹۹ و جوامعی مانند پمبرتون، ویستلر و اسکامیش و احتمالاً ونکوور تأثیر بگذارد.

### جریان گدازه

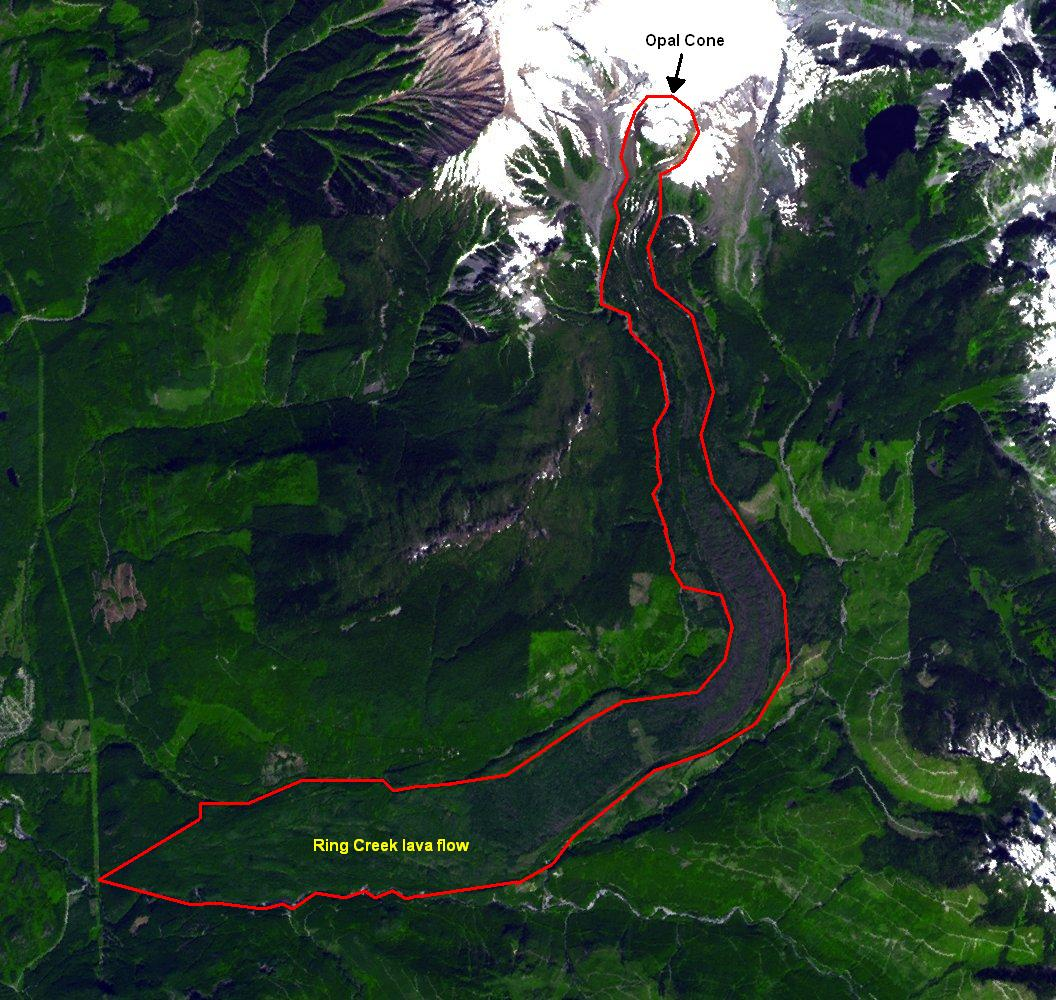
عکس ماهواره ای از جریان گدازه‌های Ring Creek

خطر ناشی از جریان گدازه کم تا متوسط است زیرا طبیعت گدازه‌ها مانع از سفر آنها به دور از منبع آنها می‌شود، حتی اگر جریان گدازه‌های Ring Creek فقط ۶ کیلومتر (۴ مایل) از دره اسکامیش پایان یابد. ماگما با سطح سیلیس زیاد و متوسط (مانند آندزیت، داسیت یا ریولیت) معمولاً به آهستگی حرکت می‌کند و به‌طور معمول نواحی کوچک را پوشش می‌دهد تا تپه‌های شیب دار به نام گنبدهای گدازه تشکیل شود. گنبدهای گدازه اغلب با اکستروژن بسیاری از جریانهای فردی کمتر از ۳۰ متر (۹۸ فوت) در طی چند ماه یا سال رشد می‌کنند. چنین جریاناتی با یکدیگر همپوشانی دارند و به‌طور معمول کمتر از چند متر در ساعت حرکت می‌کنند. جریان گدازه‌ها با سطح سیلیس زیاد و متوسط به ندرت بیش از ۸ کیلومتر (۵ مایل) از منبع آنها گسترش می‌یابد.

## نظارت

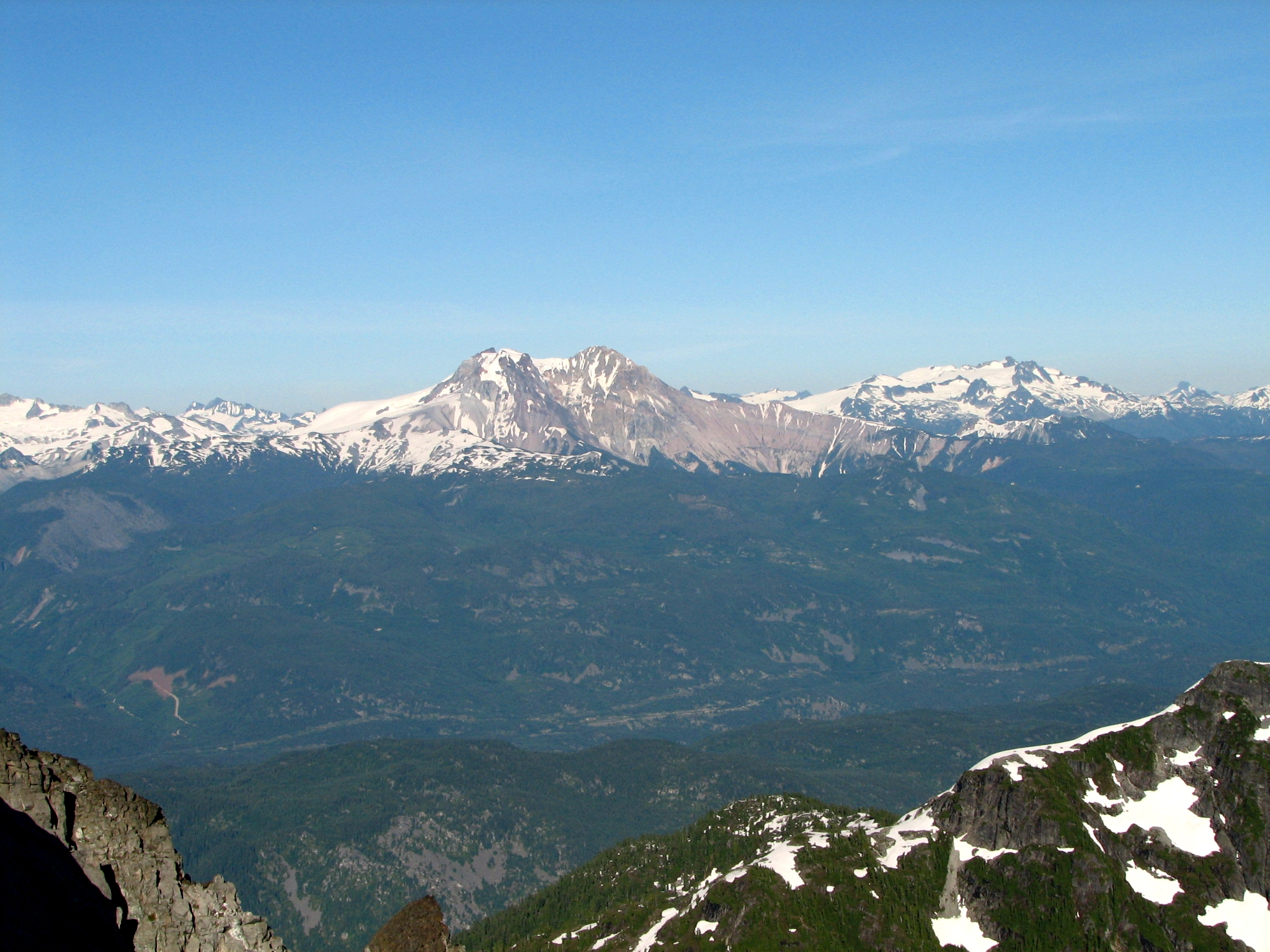
کوه گریبالدی

در حال حاضر، کوه گاریبالدی به اندازه کافی توسط سازمان زمین‌شناسی کانادا مورد بررسی قرار نمی‌گیرد تا مشخص شود سیستم ماگما آتشفشان چقدر فعال است. شبکه موجود لرزه‌نگاری برای نظارت بر زمین لرزه‌های زمین لرزه ای ایجاد شده‌است و خیلی دور است تا بتواند نشانه‌های خوبی از آنچه در زیر کوه اتفاق می‌افتد ارائه دهد. ممکن است اگر آتشفشان بسیار بی‌قرار بماند، افزایش فعالیت را حس می‌کند، اما این فقط ممکن است هشداری برای فوران بزرگ باشد؛ و ممکن است فعالیت را تنها هنگامی آغاز کند که آتشفشان فوران کند.